# 小牧市立陶小学校
小牧市立陶小学校（こまきしりつ すえしょうがっこう）は、愛知県小牧市にある市立の小学校。

## 概要
市内の16の小学校の中で最も小規模の学校である。生徒数は約200人で学年によっては各学年1クラスしかないため、クラス替えがない。
通学区域は上末（一部の地域）、上末字稲葉台、大草（一部の地域）、長治町、郷西町、下末（一部の地域）、高根一丁目から三丁目で、公立中学校の進学先は小牧市立桃陵中学校。

## 沿革
- 1985年（昭和60年）4月 - 小牧市立桃ヶ丘小学校の校区を分離し開校

## 出身者
- 牛奥小羽（体操選手）[2]